# 埋班作樂
《埋班作樂》音樂創作及製作人才培育計劃（英語：Make Music Work），是香港流行音樂界一個培訓創作人及製作人的計劃，由資深音樂人周耀輝及馮穎琪籌辦，始於2019年。

## 簡介
《埋班作樂》由香港資深填詞人兼學者周耀輝 、創作歌手兼音樂製作人馮穎琪所創立的社企「一個人一首歌」舉辦，始於2019年:263，是香港特區政府轄下「創意香港」辦公室所資助的音樂及電視業支援計劃之一。
此計劃接受新晉作曲家、作詞家、編曲家報名，從三個界別的入圍者中各選一人配對為一組，每組由一名資深音樂監製擔任導師，各組需歷經整個創作及製作流程，為一個演唱單位完成一首流行歌曲:263-264。周耀輝表示當今香港樂壇的風氣是多做單曲而少做專輯，呈現「單曲制度化、對商業利益高度計算」的情況，此計劃的培訓模式正是針對該種風氣，希望新一代音樂人從中亦能創作出多元化的音樂；馮穎琪亦表示其目標是讓音樂工業的創作模式更多元化，以及集中於廣東話歌詞創作。
期間亦舉行了音樂創作相關的分享會、培訓工作坊，活動講者除周耀輝、馮穎琪及監製導師外，亦邀請其他音樂人主講。

## 第一屆
2019年5月，此計劃獲「創意香港」旗下「創意智優計劃」資助港幣510多萬，2019年末展開，從報名者中遴選出36人，分成12組。:263-264

### 分組
分組名單如下：
| 導師（監製） | 作曲人                      | 作詞人                        | 編曲人                       | 完成作品名稱     | 演唱單位                                                                    |
| ------------ | --------------------------- | ----------------------------- | ---------------------------- | ---------------- | --------------------------------------------------------------------------- |
| Edward Chan  | Vince Fan（范嘉俊）         | 詩詞（陳詩敏）                | Y.Siu（林祐陞）              | 緊箍咒           | ERROR                                                                       |
| Edward Chan  | 吳林峰（林峰）              | T-Rexx（歐懷德）              | Enoch Cheng（鄭子樂）        | 標本             | 陳潔靈 feat. 柳應廷、MC張天賦、Eagle Chan、Lucas Chuy（阿Lu）、梁瑞峰、陳樂 |
| 于逸堯       | 吳佐敦（吳嘉麒）            | 陸以行（謝倬恒；Vincent Tse） | Hanz（區樂恆）               | 十五種生存的方法 | 陳柏宇                                                                      |
| 于逸堯       | XTIE（林于婷；Cristie Lam） | 李冠麟（Kenelm Li）           | 蘇家豪（Kairos Sou）         | 收場白           | 湯駿業                                                                      |
| 王雙駿       | 雷深如（J.Arie）            | 雷暐樂（Peter Lui）           | hirsk（農尚青；Khris Nung）  | 未夠癲           | 鍾舒漫、鍾舒祺                                                              |
| 王雙駿       | 陳嘉（陳嘉怡；CHANKA）      | 盧珮瑤（Phoebe Lo）           | Dipsy Ha（夏逸緯）           | 惹味             | 鄧小巧                                                                      |
| 李端嫻       | K Tsang（曾嘉輝）           | 欲龍（林玉龍）                | MAEL（陳兆恒）               | 旁觀他人之痛     | 盧巧音                                                                      |
| 李端嫻       | Charlie Chan（陳可瑩）      | Sidick Lam（林穎彤；史迪）    | Perry Lau（劉子豪）          | 給塵             | 小塵埃                                                                      |
| 馮翰銘       | 李蘅（杯）                  | 范浩賢（Neal Fan）            | 王嘉淳（GuyShawn）           | 太空糖           | 6號@RubberBand                                                              |
| 馮翰銘       | 布朗晞（Ronny Po）          | 容兆霆（Stanley Yung）        | 陳鴻輝（Tony Chan；TonYnoT） | 出神             | 陳健安                                                                      |
| 謝國維       | 李忱柏（Kelvin Lee）        | 陳智霖（Louis Chan）          | Tomy Ho（何家銘）            | 見多一面         | 布志綸                                                                      |
| 謝國維       | 大頭（簡卓賢）              | 陳嘉朗                        | INK（陳鑫浩）                | 披着人皮的獸     | 泳兒                                                                        |

### 衍生產品及活動
《〈埋班作樂〉作品集 2019-2020》專輯於2020年10月13日發行，獲選2020年度「KKBOX編輯年度嚴選本地十大專輯」之一。
《〈埋班作樂〉作品展──培育計劃成果總結音樂會》於2020年10月15日在旺角麥花臣場館舉行，是2019冠狀病毒病疫情爆發後香港第一個音樂會。音樂會中亦選出各創作獎項的得獎者，其中未夠癲一曲同時獲得「最佳歌詞」、「最佳編曲」、「最佳歌曲」三個獎項。而旁觀他人之痛亦獲得「最佳旋律」，而給塵亦同時獲得「最佳編曲」。

## 第二屆
2021年11月，此計劃再次獲得「創意智優計劃」資助港幣550多萬:264，第二屆活動於2022年初展開，稱為《埋班作樂II》，主題為「青春 觸發音樂 創意 感染世界」，參與人數與第一屆相同，共選出36人，分成12組。

### 分組
分組名單如下：
| 導師（監製） | 作曲人                | 作詞人              | 編曲人               | 完成作品名稱 | 演唱單位          |
| ------------ | --------------------- | ------------------- | -------------------- | ------------ | ----------------- |
| Edward Chan  | Brian Yip（葉焯楠）   | 梁嘉詠（OFFY）      | Patrick Y.（葉崇恩） | 深夜食壇     | SoulJase          |
| Edward Chan  | Edwin Tong            | 萊林                | HeartGrey            | 抉擇叢書     | 葉巧琳            |
| 于逸堯       | Peterson              | 林樂文（Avis）      | Him Tang             | 快樂瘋       | 林奕匡            |
| 于逸堯       | Claudia Koh（許東晴） | 陳銘洋              | Mue（陰亨俊）        | 消音室       | 許廷鏗            |
| 王雙駿       | Lesta Cheng           | 綠色衫（Pun Jerry） | CHOR（鍾楚翹）       | ◯            | Kendy Suen        |
| 王雙駿       | JUNE（梁瑞峰）        | Delta T             | Tonyi NG             | 貞           | 章尾而            |
| 李端嫻       | MIU（李頌仁）         | 童韻、MIU（李頌仁） | Peace Lo（羅朗翹）   | 由佢La       | 梁釗峰            |
| 李端嫻       | TAOTAO（黃曦桃）      | Poey Fung           | Step Ip              | Leap Second  | 衛蘭              |
| 馮翰銘       | Karen Yee             | Higgo Raj           | nnscya（張靜瑜）     | Ma Zone      | J.Arie            |
| 馮翰銘       | Oscar Tong（湯皓深）  | 林雨辰              | Daniel Toh（卓家誠） | 喔嗚嗚       | 雷同二友          |
| 謝國維       | NIX0N                 | 李蓁喬              | Colman@Xercle        | 羔羊的墓冥圖 | 小肥              |
| 謝國維       | Gordon Ho（何景熙）   | 劉健恆              | Ian Tang（鄧一言）   | 第一人稱單數 | 小胡@Yellow! 野佬 |

### 衍生產品及活動
音樂影片由麥曦茵執導。
《〈埋班作樂II〉作品集 2022》專輯於2022年11月12日發行。其中《Leap Second》及《由佢La》，為Apple Music編輯單曲推介。
《〈埋班作樂II〉作品展──培育計劃成果總結音樂會》於2022年12月14日在旺角麥花臣場館舉行。同時選出各創作獎項的得獎者，其中貞獲得「最佳旋律」及「最佳編曲」，由佢La獲得「最佳歌詞」。而貞及由佢La同時獲得「最佳歌曲」獎項。

## 第三屆
2023年10月，此計劃再次獲得「創意智優計劃」資助港幣580多萬，第三屆活動於2024年初展開，稱為《埋班作樂III》，參與人數與前兩屆相同，共選出36人，分成12組，監製導師則由過往6人各帶領兩組倍增至12人各領一組。據悉此屆《埋班作樂III》的報名人數為歷年最高，評審要於400多份報名中，選出最終的36位新音樂人。

### 分組
分組名單如下：
| 導師（監製） | 作曲人                          | 作詞人           | 編曲人               | 完成作品名稱   | 演唱單位         |
| ------------ | ------------------------------- | ---------------- | -------------------- | -------------- | ---------------- |
| Bert         | Hazelwcc                        | JL 李冠傑        | Micol                | 現在完成式     | 黃妍             |
| Edward Chan  | 林花（Cecilia ）                | 周子皓（Daniel） | Lee Ching            | 玉             | 雲浩影           |
| 馮翰銘       | 吳秋彤、周銘輝                  | 太陽             | 周銘輝               | 碰觸在彌留之際 | Gordon Flanders  |
| 賴映彤       | MOONBUS、Jason Szeto            | 林彥夆           | Jason Szeto、MOONBUS | 隻狼           | Herman@The Hertz |
| 李端嫻       | Elly C（鄭紫琳）                | Clong（陳思朗）  | SONGCHI（喪志）      | 骨灰級情人     | Jan Curious      |
| 蘇道哲       | Eagle Chan（陳天翺）、Esther Wu | Winnie. L        | Esther Wu            | 縈             | Kiri T           |
| 徐浩         | Fuk Hei Ngai、Gnim.t            | 金昔             | Gnim.t、Fuk Hei Ngai | 孵             | 張進翹           |
| 王雙駿       | 奚伊妮                          | 陳羿衡           | kChung               | 地縛靈         | 王嘉儀           |
| 周錫漢       | James Wu                        | 王澄晞           | Chick Chan           | That’s Okay    | Tim@Dear Jane    |
| 于逸堯       | Gwenji                          | 木童             | 施詠輝（S.W.F）      | 圓規           | 岑寧兒           |
| T-Ma         | CK、Edwin Ho                    | 何煦仁（Holys_） | Edwin Ho             | ZWAY           | 顧定軒           |
| Goro Wong    | MAIA 慶孫（李慶孫）             | Kawa Wong        | Yin Chan             | 傷心的進步空間 | 麗英             |

### 衍生產品及活動
《〈埋班作樂III〉作品集 2024》專輯於2024年11月9日發行。
《〈埋班作樂III〉作品展──培育計劃成果總結音樂會》於2024年12月12日在旺角麥花臣場館舉行。同時選出各創作獎項的得獎者，其中由王嘉儀主唱的地縛靈一曲，同時獲得「最佳旋律」、「最佳編曲」、「最佳歌曲」三個獎項。另外Gordon Flanders主唱的碰觸在彌留之際亦獲得「最佳旋律」，而岑寧兒主唱的圓規則獲得「最佳歌詞」。

## 學員成就
首兩屆完結後的數年內，一些學員在主流音樂獎項上取得成績。個人獎項方面，吳林峰在Chill Club 推介榜年度推介21/22及24/25兩度獲得「年度作曲人」。作品方面，Y.Siu（林祐陞）及Oscar Tong（湯皓深）所參與的作品曾獲得最高級的獎項，由Y.Siu編曲的Dear My Friend,（姜濤主唱）在2021年度叱咤樂壇流行榜頒獎典禮獲得「叱咤樂壇我最喜愛的歌曲大獎」，兩年後Y.Siu與Oscar Tong共同作曲的濤（姜濤主唱）在2023年度叱咤樂壇流行榜頒獎典禮亦獲得「叱咤樂壇我最喜愛的歌曲大獎」，兩人均為香港知專設計學院的畢業生。吳林峰與填詞人T-Rexx識於微時，兩人各自的作品已經是香港四台/五台年度歌曲獎項的常客；J.Arie、雷暐樂、Claudia Koh、Patrick Y.（葉崇恩）、Perry Lau（劉子豪）、陳銘洋、hirsk、詩詞亦曾有作品獲獎。

## 備註
1. ↑  早年曾修讀伯樂音樂學院的填詞課程[2]:264。參加《埋班作樂》前已曾為鄭秀文迴響頗大的歌曲我們都是這樣長大的填詞，獲得填詞獎項及成為自己的代表作。
2. ↑  吳林峰是2019年正式出道的創作歌手，他於街頭表演時認識了饒舌歌手T-Rexx[2]:261，他出道首年的作品正是由T-Rexx填詞，該些作品亦是T-Rexx最早的流行曲詞作。兩人翌年報名參加此計劃。
3. ↑  陳潔靈是ViuTV選秀節目《全民造星II》中Team B的導師，其他年輕歌手皆為Team B參賽者（柳應廷為該節目第一季出身的男團MIRROR成員，被安排於第二季中途再參賽）。其中梁瑞峰後來以作曲人身份參加了此計劃的第二屆，Eagle Chan（陳天翺）以作曲人身份參加了第三屆。
4. ↑  本有多年創作經驗的創作歌手。
5. 1 2 3 4 5 6 7 8 9 10 11  周耀輝於香港浸會大學任教期間舉辦的歌詞班學生。來源如下：雷暐樂、梁嘉詠[13]；范浩賢、陳嘉朗[14]；周子皓、何煦仁[15]；陳智霖[16][2]:263；盧珮瑤[17]。
6. ↑  成為顧定軒派台歌。[45]
7. ↑  Lolly Talk一把火、炎明熹Little Magic、Kiri T至少做一件離譜的事
8. ↑  炎明熹Little Magic
9. ↑  陳卓賢留一天與你喘息、Gin Lee單戀這件小事
10. ↑  Gareth.T緊急聯絡人、Gin Lee單戀這件小事
11. ↑  曾樂彤找到一個人、鄧小巧神愛世人
12. ↑  鄧小巧神愛世人
13. ↑  陳凱詠天生二品
14. ↑  谷婭溦哭牆

## 外部連結
- 《埋班作樂》第一屆官方網站 （页面存档备份，存于）
- 《埋班作樂》第二屆官方網站 （页面存档备份，存于）
- 《埋班作樂》第三屆官方網站 （页面存档备份，存于）